# Ibrahim Wasif
Ibrahim Wasif (arabisch إبراهيم واصف, DMG Ibrāhīm Wāṣif; * 4. November 1908 in Port Said; † 17. Mai 1975) war ein ägyptischer Gewichtheber.

## Erfolge
Er war Teilnehmer der Olympischen Sommerspiele 1936 in Berlin. Während des Wettkampfes im Halbschwergewicht stellte er mit 150 kg im Stoßen, gemeinsam mit dem deutschen Eugen Deutsch, einen olympischen Rekord auf. Trotz dieses Rekordes holte er sich hinter Deutsch die Bronzemedaille.
Bei einem Wettbewerb in Alexandria stellte er 1938 mit 160 kg im Stoßen einen Weltrekord auf.